# Cytisus aeolicus
Il citiso delle Eolie (Cytisus aeolicus Guss., 1834) è una pianta appartenente alla famiglia delle Fabacee, endemica delle isole di Vulcano, Alicudi e Stromboli.

## Storia
Questa specie fu anticamente descritta da Teofrasto, che la chiamò colutea di Lipari.
In epoca moderna è stata "riscoperta" dal botanico avellinese Giovanni Gussone, durante un viaggio nelle Eolie.

## Descrizione
A differenza delle altre specie del genere Cytisus, di dimensioni appena arbustive, C. aeolicus può raggiungere e superare 8-9 metri di altezza.
Le foglie, trifogliate, sono rette da un picciolo lungo 12–18 mm e si presentano villose su entrambe le facce.
I fiori sono riuniti  all'ascella in gruppi di 5-9 e presentano una corolla gialla.
Il frutto è un legume scuro, glabro, lungo 50–70 mm, acuminato all'apice.

## Distribuzione e habitat
La specie è endemica delle isole di Vulcano, Alicudi e Stromboli;  un tempo era probabilmente diffusa anche nel resto dell'arcipelago eoliano, come testimoniato dalle foglie fossili scoperte anni fa nel lago di Timpone Pataso a Lipari.
Prospera su rupi e sabbioni di natura vulcanica ed è presente anche in contesti antropizzati in forma di siepe o come albero ornamentale.

## Ecologia
Uno studio sulla entomofauna associata a C. aeolicus ha individuato come principali insetti pronubi due imenotteri apoidei: Bombus terrestris e Lophanthophora dispar.
I frutti di C. aeolicus sono parassitati dalle larve di alcuni coleotteri bruchidi (Bruchidius foveolatus e Bruchidius nudus).
Recenti studi hanno accertato la presenza nelle radici di C aeolicus di differenti specie di batteri azotofissatori del genere Rhizobium.

## Conservazione
La Lista rossa IUCN classifica Cytisus aeolicus come specie in pericolo di estinzione (Endangered).
Questa specie è stata soggetta ad un uso intensivo da parte dell'uomo, per ricavarne legna da ardere, pali e attrezzi per l'agricoltura, o semplicemente eliminata per fare spazio alle colture.
Ha sfiorato l'estinzione e attualmente è inserita tra le specie “prioritarie” della Direttiva Habitat dell'Unione europea .
Gli esemplari sopravvissuti in habitat rupestre sono davvero pochissimi. La popolazione più numerosa, con quasi 500 esemplari, è presente sull'isola di Stromboli, mentre sull'isola di Vulcano la specie è presente, con circa 150 esemplari, per lo più ai margini dei terreni agricoli, dove viene utilizzata dagli agricoltori locali come siepe o pianta ornamentale. La popolazione di Alicudi appare molto ridotta (circa 30 individui).